# 1-я парашютная армия
1-я парашютная армия (нем. 1. Fallschirm-Armee). Формировалась с марта 1944 года на основе штаба 11-го воздушного корпуса (XI. Fliegerkorps).

## Боевое применение армии
С 4 сентября 1944 года — дислоцировалась на Западном фронте (на Верхнем Рейне). Подчинялась командованию сухопутных сил (использовалась как обычная пехота).

## Состав армии
В сентябре 1944 года:
- 2-й парашютный корпус
- 2-й танковый корпус СС
- 12-й армейский корпус СС
- 86-й армейский корпус
- 526-я пехотная дивизия

В феврале 1945 года:
- 2-й парашютный корпус
- 47-й танковый корпус
- 63-й армейский корпус
- 86-й армейский корпус
- танковая учебная дивизия

В апреле 1945 года:
- 2-й парашютный корпус
- 86-й армейский корпус

## Командующие армией
- с 4 сентября 1944 года — генерал-полковник Курт Штудент
- с 18 ноября 1944 года — генерал парашютных войск Альфред Шлемм
- с 20 марта 1945 года — генерал пехоты Гюнтер Блюментритт
- с 10 апреля 1945 года — генерал-полковник Курт Штудент
- с 28 апреля 1945 года — генерал пехоты Эрих Штраубе